# Dinotoperla schneiderae
Dinotoperla schneiderae är en bäcksländeart som beskrevs av Günther Theischinger 1982. Dinotoperla schneiderae ingår i släktet Dinotoperla och familjen Gripopterygidae. Inga underarter finns listade i Catalogue of Life.